# Decimo
Decimo (ital.: Zehntel), auch Dezimo war ein italienisches Längenmaß und in den Regionen verschieden.
- Kirchenstaat 1 Decimo = 0,186 Zentimeter, entspricht 1/10 Oncia (Canna architettonica)[1]
- Lombardei 1 Decimo = 0,02401 Zentimeter
- Republik Venedig 1 Decimo = 0,024 Zentimeter, entspricht 1/10 Linea[1]